# Loranzè
Loranzè é uma comuna italiana da região do Piemonte, província de Turim, com cerca de 1.003 habitantes. Segundo o célebre histórico da reigão do Canavese no século XIV Pietro Azario Laurenciacum ou Lorenzato atualmente Loranzè foi um feudo da família Consorcial Lorenzato Condes de San Martino e Senhores do Castelo Lorenzato, antigo Castrum Lorenzate.Estende-se por uma área de 4 km², tendo uma densidade populacional de 251 hab/km². Faz fronteira com Fiorano Canavese, Salerano Canavese, Samone, Lugnacco, Colleretto Giacosa, Parella.